# Antoine III de Gramont
Antoine Agénor de Gramont-Toulongeon, II duca di Gramont (Hagetmau, 1604 – Bayonne, 12 luglio 1678), è stato un nobile, militare e diplomatico francese, maresciallo di Francia dal 1641, viceré di Navarra e Béarn e governatore di Bayonne.

## Biografia
Antoine de Gramont proveniva da un'antichissima famiglia nobile francese dei Pirenei, discendente degli antichi re di Navarra. Suo padre era Antoine II de Gramont, sua madre Louise († 1610), era la figlia del Maresciallo Roquelaure (1543–1623).
Gramont fu un leale sostenitore di Richelieu. Si racconta che una volta brindò a Richelieu dicendo che il cardinale era, per lui, più importante del re e di tutta la famiglia reale.
Gramont prese parte a molte delle battaglie della guerra dei trent'anni, fu promosso a Maresciallo di Francia il 22 settembre 1641 ed ottenne il titolo di Duca nel 1643 per se stesso ed i suoi eredi. Diventò ministro nel 1653, ambasciatore al Reichstag a Francoforte sul Meno nel 1657, e fu mandato in Spagna nel 1660 per chiedere la mano in matrimonio di Maria Teresa di Spagna per conto di Luigi XIV. Morì nel 1678.
Le sue memorie (Mémoires du maréchal de Gramont, Parigi, 1716) furono pubblicate da suo figlio Antoine Charles IV de Gramont.

## Nella letteratura
Come il Comte de Guiche, egli è uno dei personaggi maggiori del Cyrano de Bergerac di Edmond Rostand, dove è raffigurato in un primo momento come vanesio, lussurioso, e opportunista. È infatuato di Rossana, l'eroina della commedia, e cerca di combinare il suo matrimonio con il Vicomte de Valvert come "facciata" in modo che egli (il Conte) possa diventare il suo amante segreto. Quando Cyrano uccide Valvert in un duello, De Guiche diventa più aperto nei suoi desideri e cerca di combinare il suo proprio matrimonio con lei. Dopo che egli è ostacolato da Cyrano abbastanza a lungo in modo che lei sia in grado di sposare il suo innamorato Christian de Neuvillette, egli, per vendicarsi, manda sia Christian che Cyrano a dare battaglia nell'Assedio di Arras del 1640, nella quale Christian rimane ucciso. Ad Arras, tuttavia, De Guiche mostra galanteria verso Rossana e la volontà di sacrificare la propria vita per proteggerla quando arriva ai bastioni. Nel far ciò, vince il rispetto di Cyrano, e successivamente diventa uno dei suoi amici più leali. È visto avvertire in ultimo Rossana di un complotto per uccidere Cyrano - un complotto che sfortunatamente riesce 

## Famiglia
Suo fratello minore fu Philibert, comte de Gramont (1621–1707), noto per le sue memorie che descrivono le storie d'amore nella corte inglese di Carlo II, curate da Antoine Hamilton.
Nel 1634, sposò la nipote di Richelieu, Françoise Marguerite du Plessis († 1689).
Ebbero quattro figli:
1. Armand de Gramont, comte de Guiche, (1637 - 29 novembre 1673, amante di Filippo di Francia, duca d'Orléans e di sua moglie Enrichetta d'Inghilterra.
2. Catherine Charlotte de Gramont, (1639 - 1678), Principessa di Monaco ed amante di Luigi XIV.
3. Antoine Charles de Gramont, (1641 - 1720), Viceré di Navarra.
4. Henriette Catherine de Gramont, sposò Alexandre de Canonville, marquis de Raffetot